# Natasha Liu Bordizzo
Natasha Liu Bordizzo (kinesiska: 劉承羽; pinyin: Liú Chéngyǔ), född 25 augusti 1994 i Sydney, New South Wales, är en australisk skådespelerska och modell. Hon gjorde sin skådespelardebut som Snow Vases i Netflixs Crouching Tiger, Hidden Dragon: Destiny Sword och har rollen som Helena i Netflixserien The Society.

## Bakgrund
Bordizzo föddes i Sydney, Australien. Hennes mor och far är av kinesisk respektive italiensk härkomst.